# Ариарат VII
Ариарат VII Филометор (др.-греч. Ἀριαράθης Φιλομήτωρ) — правитель Каппадокии в 116—101 или в 111—100 годах до н. э.; первый сын базилевса Ариарата VI и его жены Лаодики Каппадокийской.
В первые годы правления Ариарата VII, ввиду его малолетства, государством правила его мать Лаодика, старшая сестра правителя Понта Митридата VI и вдова убитого в результате заговора Ариарата VI. Вскоре престол был захвачен правителем Вифинии Никомедом III Эвергетом, женившимся на Лаодике. Никомед III вскоре был изгнан Митридатом VI, который восстановил на троне Ариарата VII. Однако когда тот стал врагом Гордия, убийцы его отца и союзника Митридата VI, последний убил Ариарата VII и заменил того на троне Каппадокии своим сыном, получившим имя Ариарата IX.